# Žáry (Město Albrechtice)
Žáry (německy Oberschaar) je malá vesnice, část města Město Albrechtice v okrese Bruntál. Nachází se asi 1,5 km na jihozápad od Města Albrechtic.
Žáry leží v katastrálním území Město Albrechtice o výměře 15,48 km2.

## Vývoj počtu obyvatel
Počet obyvatel Žárů podle sčítání nebo jiných úředních záznamů:

| Rok            | 1869 | 1880 | 1890 | 1900 | 1910 | 1921 | 1930 | 1950 | 1961 | 1970 | 1980 | 1991 | 2001 |
| -------------- | ---- | ---- | ---- | ---- | ---- | ---- | ---- | ---- | ---- | ---- | ---- | ---- | ---- |
| Počet obyvatel | 35   | 37   | 32   | 32   | 23   | 144  | 238  | 288  | 96   | 97   | 59   | 68   | 58   |

1. ↑  z toho: 52 Čechoslováků, 151 Němců; 196 řím. kat., 18 evang., 9 čsl., 11 bez vyzn.

V Žárech je evidováno 14 adres, vesměs čísla popisná (trvalé objekty). Při sčítání lidu roku 2001 zde bylo napočteno 8 domů, všechny trvale obydlené.

## Galerie

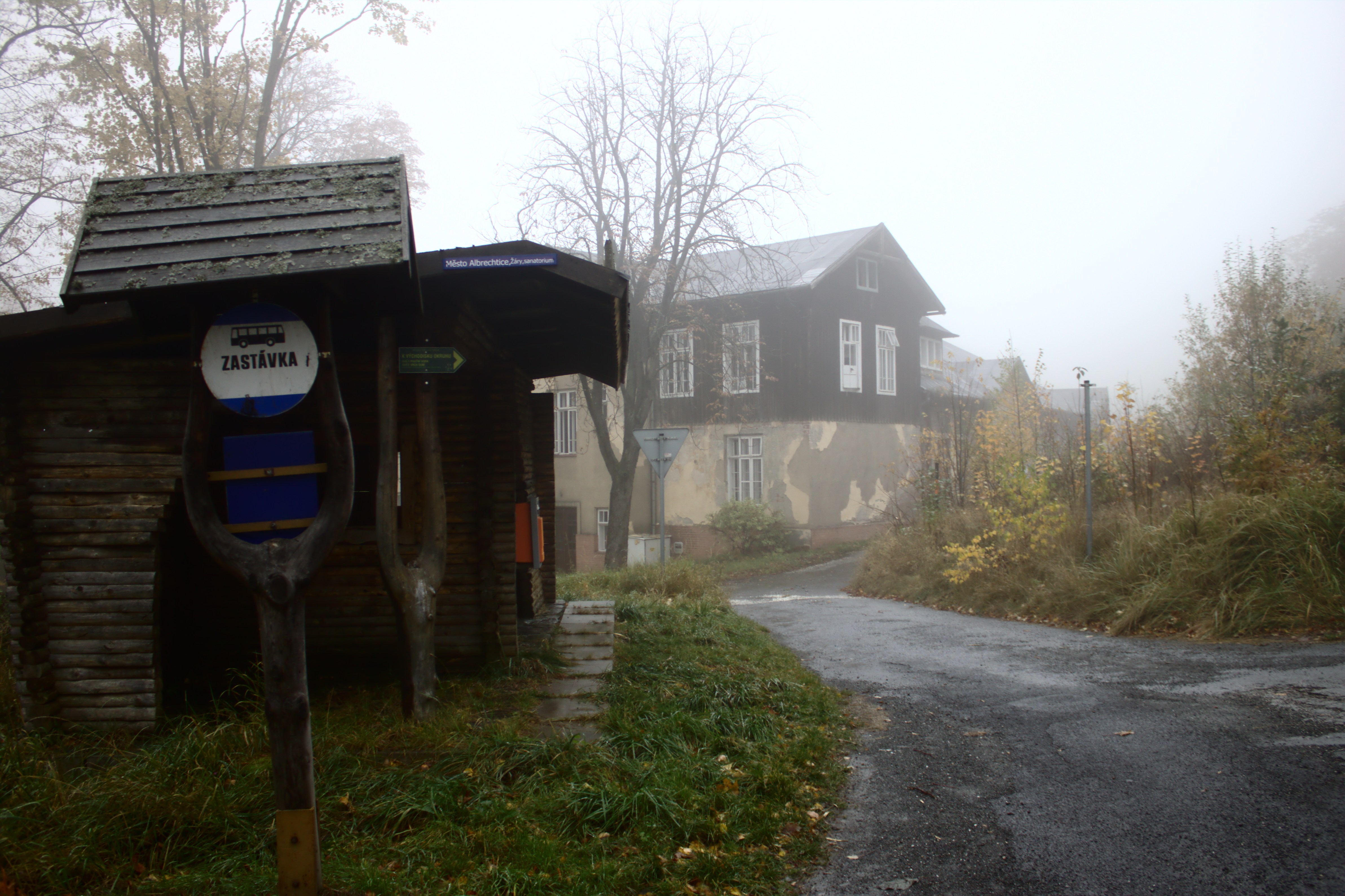
Autobusová zastávka
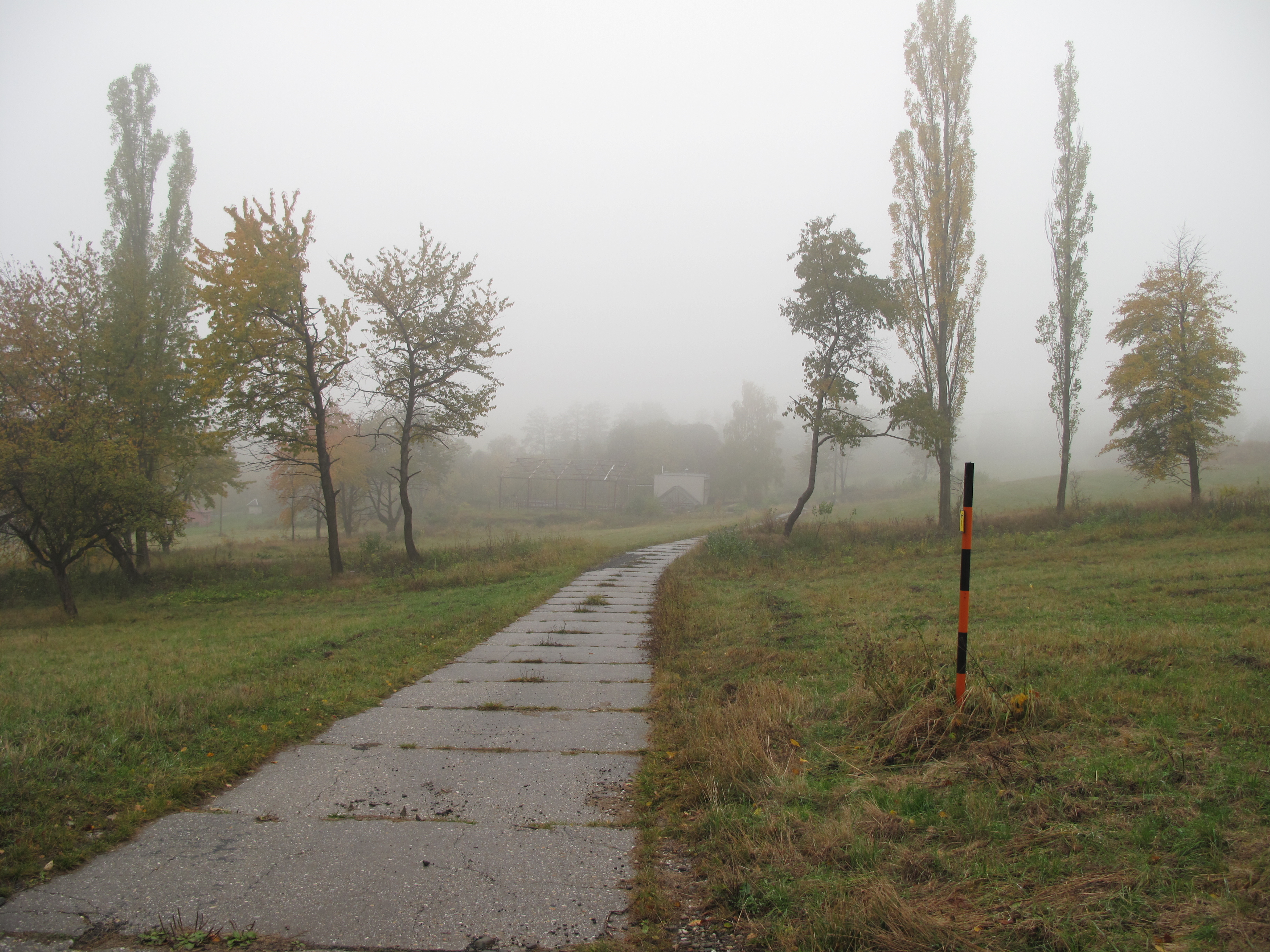
Panelová cesta
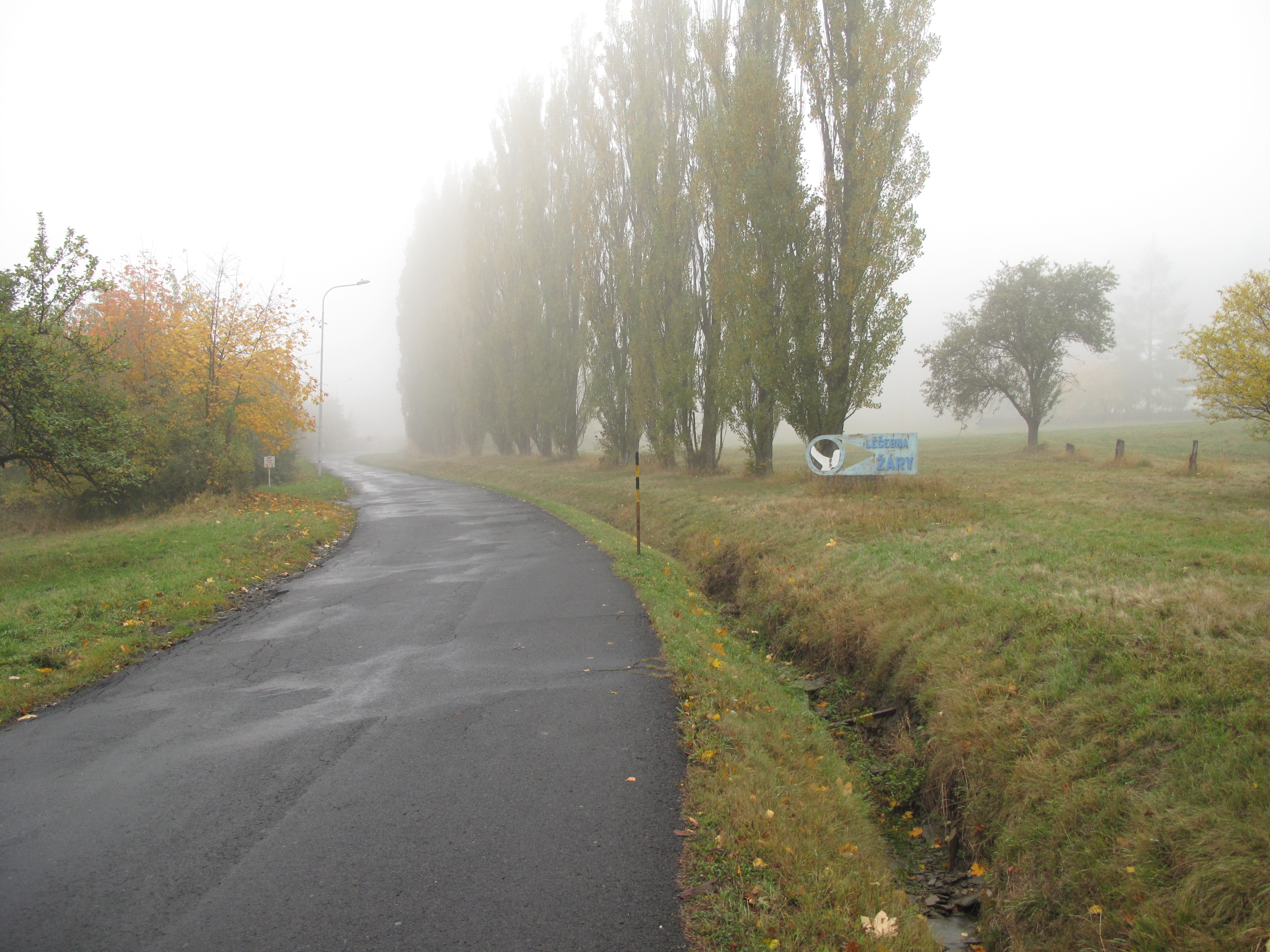
Asfaltová silnice